# جاكسون مورتون
جاكسون مورتون (بالإنجليزية: Jackson Morton) (و. 1794 – 1874 م) هو سياسي من الولايات المتحدة الأمريكية ولد في فريدريكسبيورغ.
تولى منصب عضو مجلس الشيوخ الأمريكي .وهو عضو في حزب اليمين .